# Tahoma-Gletscher
Der Tahoma-Gletscher ist ein langer Gletscher, der sich zum größten Teil an der Westflanke des Mount Rainier im US-Bundesstaat Washington befindet. Er bedeckte 1983 etwa 3,1 km² und enthielt 120 Millionen m³ Eis. Der Gletscher beginnt nahe dem Gipfel des Vulkans auf über 14.200 ft (4.328 m) Höhe. Der Gletscher fließt westsüdwestwärts von der Gipfelregion herab und passiert dabei eine steile Felswand, indem er einen Eissturz zwischen 13.200 ft (4.023 m) und 11.000 ft (3.353 m) Höhe bildet, wo er mit dem South Mowich Glacier im Norden im Sunset Amphitheater verbunden ist. Wenn der Gletscher die Höhenmarke von 10.000 ft (3.048 m) unterschreitet, verbreitert er sich und vereinigt sich mit dem kleineren South-Tahoma-Gletscher. Nach einer Ausdehnung des Eises auf über 8.000 ft (2.438 m) Höhe wird er schmaler, sobald er auf 7.690 ft (2.344 m) Höhe die felsige Glacier Island passiert, einen Nebengipfel des Rainier, der einst vollständig von South-Tahoma- und Tahoma-Gletscher umschlossen war. Nach Passage des Engpasses teilt sich der Gletscher; der größere und längere nördliche Arm fließt westsüdwestwärts weiter und endet auf etwa 5.500 ft (1.676 m) Höhe. Der südliche Arm fließt südwärts auf einen Arm des South-Tahoma-Gletschers zu, doch dieser Arm endet aufgrund des Gletscherschwunds seit 1850, bevor er sich wieder mit dem South Tahoma auf 5.700 ft (1.737 m) Höhe vereinigen kann. Das Schmelzwasser des Gletschers ist die Quelle des South Puyallup River und des Tahoma Creek, eines Nebenflusses des Nisqually River.